# Mohamed Kaboré
Mohamed Kaboré (sinh ngày 31 tháng 12 năm 1980 ở Ouagadougou, Burkina Faso) là một thủ môn bóng đá người Burkina Faso. Hiện tại anh thi đấu cho ASFA Yennenga.

## Thi đấu quốc tế
Kaboré là một thành viên của đội hình Burkina Faso tại Cúp bóng đá châu Phi 2004, đứng cuối bảng ở vòng Một và không thể có mặt ở tứ kết.

## Các câu lạc bộ
- 1997–1999: Racing Club de Bobo
- 1999–2002: ASFA Yennega
- 2002–2004: Stade Malien
- 2004–2006: Etoile Filante Ouagadougou
- 2006–2007: ASEC Mimosas
- 2008–2013: Etoile Filante Ouagadougou
- 2013–: ASFA Yennega